# Jean-Henri Merle d'Aubigné
Pour les autres membres de la famille, voir Famille Merle d'Aubigné.
Jean-Henri Merle d'Aubigné, né le 16 août 1794 dans la propriété familiale de La Graveline aux Eaux Vives à Genève, et mort le 21 octobre 1872 à Genève, puis inhumé à Cologny, est un pasteur suisse revivaliste et un historien du protestantisme. Particulièrement réputé pour son éloquence en chaire, il joue un rôle majeur dans la diffusion du Réveil en Belgique. 

## Biographie
Son père est Aimé-Robert Merle d'Aubigné (1755-1799). Membre de la famille protestante Merle d'Aubigné, il descend de Nathan d'Aubigné, demi-oncle de Madame de Maintenon. Ses parents le destinent à une carrière commerciale ; mais il choisit au collège de devenir pasteur. Il est profondément inspiré par Robert Haldane, le missionnaire et prédicateur laïc écossais qui visite alors Genève.
Quand en 1817, il veut enrichir son éducation, l'Allemagne est en train de célébrer le tricentenaire de la Réformation ; il conçoit alors l'ambition d'écrire l'histoire de cette grande époque et commence ses recherches historiques qui le conduiront à publier son histoire de la Réformation. À Berlin, il reçoit l'aide de professeurs aussi divers que August Neander et Wilhelm Martin Leberecht de Wette.
Après avoir présidé pendant 5 ans l'église protestante française de Hambourg, il est, en 1823, appelé par le roi Guillaume Ier, à devenir pasteur de la paroisse de la chapelle royale à Bruxelles, où l'on tient des cultes en français et en allemand. Il est également aumônier du roi, qui assiste à ses cultes avec son épouse lorsqu'il est à Bruxelles. Les cultes de la Chapelle royale attirent aussi des membres de la cour, des diplomates et des marchands, notamment suisses, allemands et néerlandais. Henri Merle d'Aubigné convainc le couple royal de participer à un deuxième culte le dimanche soir au lieu d'aller au théâtre. On lui propose charge bientôt de devenir le précepteur des jeunes princes de la maison royale mais il décline pour conserver sa liberté de prêcher, ce qui refroidit nettement ses relations avec le roi. Guillaume Groen van Prinsterer, qui est alors secrétaire du roi, assiste à ses cultes et deviendra à la fois son ami et l'ardent propagateur du Réveil aux Pays-Bas. Outre le succès grandissant de sa paroise, Merle d'Aubigné est aumônier des prisons et des hôpitaux et ouvre en 1826 une école protestante. Il travaille étroitement avec la Société biblique qui deviendra plus tard l’Église missionnaire belge. Il devient aussi président du Consistoire des églises françaises et allemandes protestantes de Belgique.
Lors de la révolution belge de 1830, il doit fuir Bruxelles car les événements tournent mal. Un boulet de canon manque de peu de toucher leur voiture au moment où il part avec sa famille. Il y revient en novembre 1830 après deux mois de refuge à La Haye pour essayer de réorganiser la vie de la communauté protestante. Sa maison a été épargnée mais sa congrégation a perdu ses principaux membres étrangers et le plus clair de son financement. En juin 1831, il choisit parmi plusieurs offres de poste qui lui sont faites, l'une par la faculté de théologie de Montauban, une autre par l’Église wallonne de Rotterdam, une autre par les églises évangéliques libres de Paris, optant finalement pour un retour à Genève, où il accepte une chaire d’histoire ecclésiastique proposée par la Société évangélique, une organisation dissidente issue du mouvement du Réveil. La Compagnie des pasteurs n’appréciant guère, lui interdit de prêcher dans le canton. Il se consacre alors au développement du Réveil.
Il poursuit ainsi encore plus activement son œuvre d'historien et publie son Histoire de la réformation du XVIe siècle en 5 volumes entre les années 1835 et 1862. Traduite en italien, en néerlandais et en anglais, elle connaîtra une très grande diffusion et fera connaître son auteur jusqu'aux États-Unis. Il est l'auteur de plusieurs autres ouvrages de synthèse historique sur le protestantisme. Il enseigne l'histoire ecclésiastique à Genève de 1832 à 1872.
Il visite régulièrement l'Angleterre, où il obtient un D.C.L. à l'université d'Oxford. 
En juin 1859, il lance un appel en faveur des blessés de Solférino qui conduit à créer un comité pour soulager les blessés de guerre, précurseur de la Croix-Rouge.

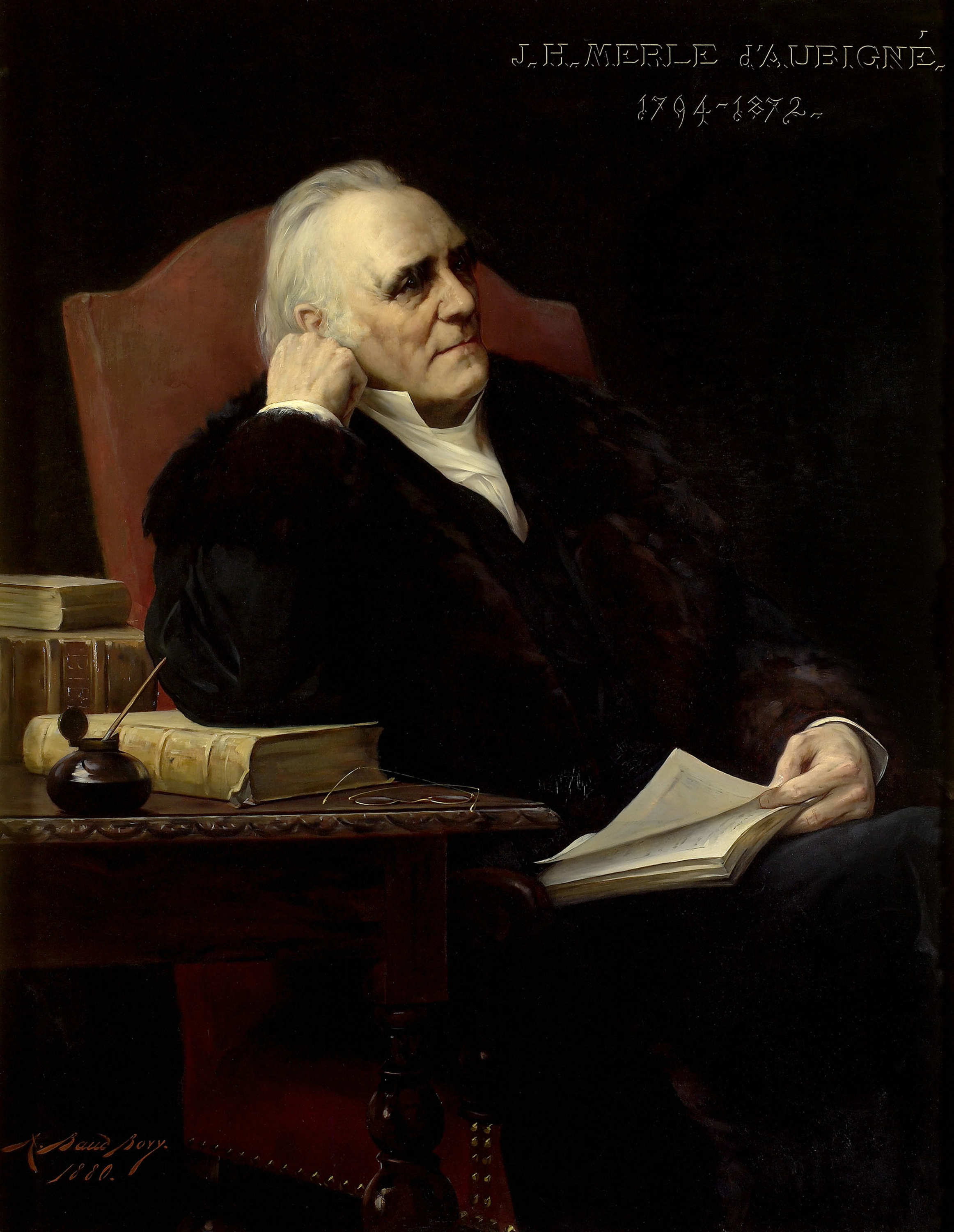
Portrait de Jean-Henri Merle d'Aubigné.

Il décède soudainement en 1872. 

## Distinctions
Jean-Henri Merle d'Aubigné est docteur honoris causa de l'université du New Jersey (1838) et de l'université de Berlin (1846), grande médaille d'or de la Prusse pour la science (1853) et citoyen d'honneur d’Édimbourg (1856).
Une rue de Genève porte son nom. 

## Famille
Jean-Henri Merle d'Aubigné se marie le 22 octobre 1829 avec Marianne Brelaz (1807-1855). Plusieurs enfants sont nés de ce mariage dont 4 sont décédés avant leur mère. Il s'agit de : Adèle-Charlotte-Loïs (1834-1835), Oswald (1836-1875), établi aux États-Unis, qui servira dans l'armée fédérale pendant la Guerre de Sécession, James-Eugène-Élysée (1837-1838), Louise-Élisabeth (1839-1840), Anna (1841-1912), qui épousera Adolphe Duchemin, William-Henri (1843-1844) et Émile (1846-1884), ingénieur, qui épousera Jeanne Bruneton.
Remarié le 14 août 1858, à Dublin, avec Charlotte Frances Hardy (1826-1904), Jean-Henri Merle d'Aubigné a quatre enfants dont Jean-Henry (1859-1935), pasteur à Jumet puis à Bruxelles, Francis-Charles (1861-1948) qui sera pasteur de l’Église missionnaire belge et président de l'Alliance réformée mondiale de 1926 à 1929, Blanche (1864-1958) et Julia (1866-1935).

## Publications
- Discours sur l'étude de l'histoire de christianisme Genève, 1832.
- Histoire de la réformation du XVIe siècle. Paris, Firmin Didot, et Genève, Kaufmann, 5 volumes, 1842-1853. « On peut dire que jusqu'ici l'histoire de la Réformation n'avait jamais été écrite avec cet incomparable talent. Les faits sont judicieusement choisis, habilement disposés, rapportés avec exactitude » (Haag, La France protestante)[6].
- Le Luthéranisme et la Réforme Paris, 1844
- Germany, England and Scotland, or Recollections of a Swiss Pastor Londres, 1848
- Trois siècles de lutte en Écosse, deux rois et deux royaumes
- Le Protecteur ou la république en Angleterre pendant les jours de Cromwell Paris, 1848
- La vie de Luther, 1862, Illustrations de Pierre-Antoine Labouchère.
- Histoire de la réformation en Europe au temps de Calvin. Paris : Michel Lévy 1863.
- Le Concile et l'infaillibilité 1870
- L'autorité des Écritures inspirées de Dieu, trois discours prononcés à Genève, deuxième édition,1865

## Sources
- Blanche Bieler, Une famille huguenote de Genève à l’Amérique, les trois frères Merle d’Aubigné, Éditions familiales, 2005,  (ISBN 9782951863828), 316 pages.